# Fountain (Michigan)
Fountain è un villaggio degli Stati Uniti d'America, situato nello Stato del Michigan, nella contea di Mason.